# 埃爾多拉多卡拉雅斯

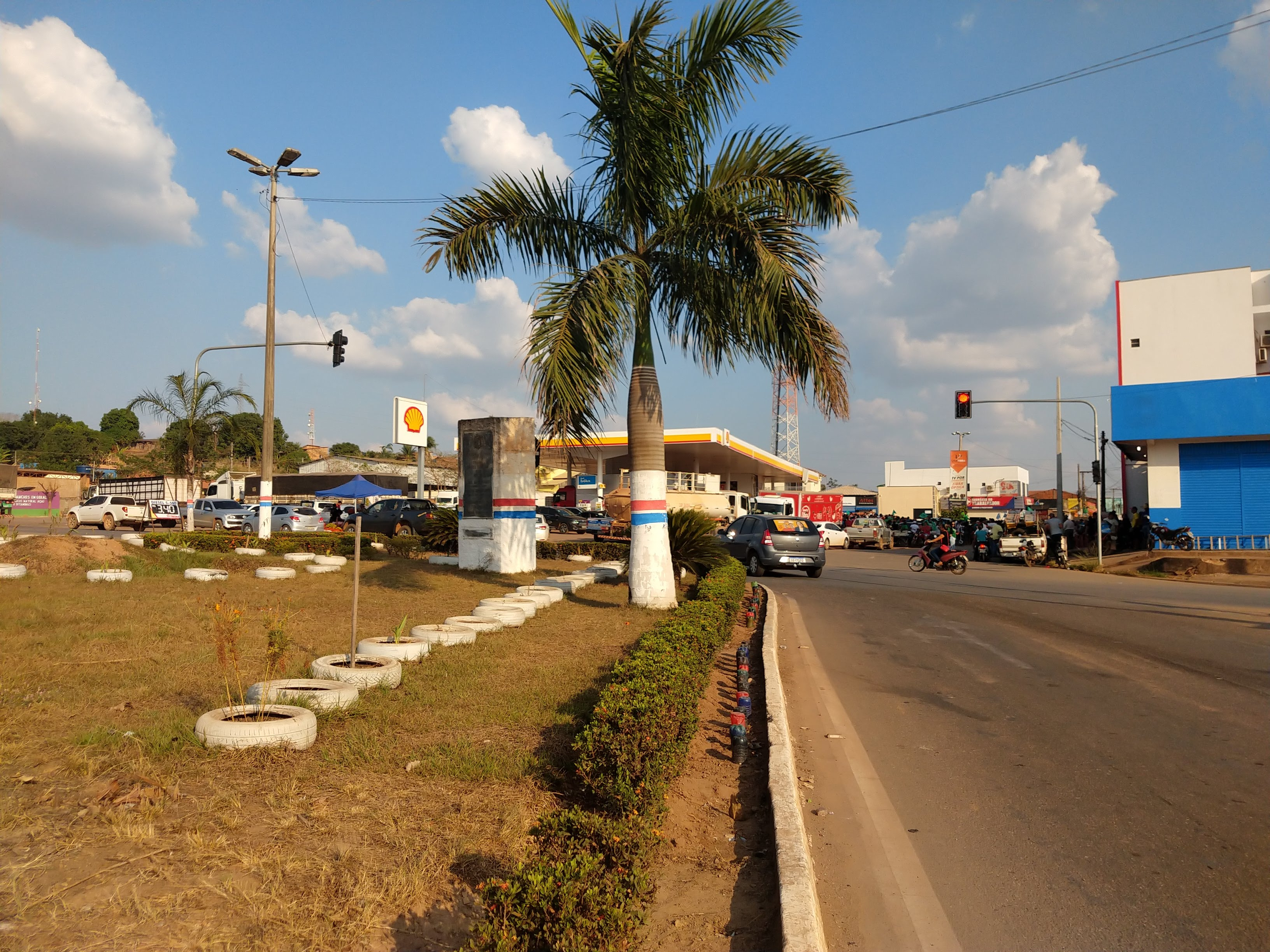
埃爾多拉多卡拉雅斯

埃爾多拉多卡拉雅斯（葡萄牙語：Eldorado do Carajás），是巴西的城鎮，位於該國北部，由帕拉州負責管轄，始建於1980年5月2日，面積2,957平方公里，海拔高度140米，2012年人口32,115，人口密度每平方公里10.86人。